# Antigonish
Antigonish (skotsk gaeliska: Am Baile Mór) är en stad i Nova Scotia i Kanada. Invånarantalet var 2016 4 364.